# Вільшаник (притока Черхавки)
Вільшаник — річка в Україні у Самбірському районі Львівської області. Ліва притока річки Черхавки (басейн Дністра).

## Опис
Довжина річки приблизно 8,14 км, найкоротша відстань між витоком і гирлом — 7,08  км, коефіцієнт звивистості річки — 1,15 . Формується багатьма струмками.

## Розташування
Бере початок на північно-східній стороні від села Блажів. Тече переважно на північний схід через село Вільшаник і на північно-східній стороні від села Трояни впадає у річку Чехавку, ліву притоку річки Бистриці Тисьменицької.

## Цікаві факти
- У селі Вільшаник річку перетинає автошлях Т 1415[2] (автомобільний шлях територіального значення у Львівській області. Проходить територією Мостиського, Самбірського та Дрогобицького районів через Мостиська — Самбір — Борислав. Загальна довжина — 67,2 км.).